# Gateway Records/Diskografie
Die folgende Diskografie listet die Single-Erscheinungen des Budget-Labels Gateway Records auf. Gateway gehörte zu den Rite Record Productions aus Cincinnati, Ohio, wurde 1958 aber verkauft und kurzzeitig als Coast to Coast Records weitergeführt, bis das Label dann eingestellt wurde.

## Singles

### Gateway Series
| Katalog-Nr. | Jahr     | Künstler                                  | Titel |
| ----------- | -------- | ----------------------------------------- | --- |
| 1001        |          | Al Garcia Quartet                         | I Wouldn’t Hurt You For The World Violins |
| 3001        | 1952     | Guy Blakeman                              | Blakeman’s Breakdown Flying Rosin |
| 3002        | 1952     | Guy Blakeman                              | Cumberland Mountain Triple Fiddling |
| 3005        | 1952     | Sonny Osborn                              | Sunny Mountain Chimes A Brother in Korea |
| 3006        | 1953     | Joe Cannonball Lewis                      | I’m Gonna Tear Your Playhouse Down Before I Met You                                                                                                 |
| 3007        | 1953     | Sonny Osborne                             | I’m Gonna Leave You Mend This Heart of Mine |
| 3008        | 1954     | Sonny Osborne and the Sunny Mountain Boys | Gun Powder Life Won’t Be The Same |
| 3009        | 1955     | Sonny Osborne and his Sunny Mountain Boys | Blue Waves Cripple Creek Sunny Mountain Breakdown Big Lee                                                                                           |
| 3010        | 1956     | Sonny Osborne and his Sunny Mountain Boys | Wildwood Flower Auld Lange Syne Sunny Mountain Rock and Roll Banjo Boy Chimes                                                                       |
| 3012        | 1956     | Sonny Osborne and his Sunny Mountain Boys | Rawhide Cumberland Gap Train – 45 White House Blues                                                                                                 |
| 5002        | 1952     | Jump Jackson Orchestra                    | Red Light Boogie Can’t Afford You No More |
| 5004        | 1952     | Chuck Huguley Johnnie Smith Orchestra     | Stompin’ and Rockin’ Bouncing with Badgett |
| 5005        | 1952     | Leo Cornett Orchestra                     | Let’s Get It Darby goes Latin |
| 9000        | 1955     | Chuck Farone and the Polka Larks          | Springtime Polka The Gallop Polka |
| 9001        | 1955     | Chuck Farone and the Polka Larks          | Andy’s Jolly Hop Polka Bye Bye Baby Polka |
| 9002        | 1955     | Chuck Farone and the Polka Larks          | How Good For Me Polka Oh Marie Polka |
| 9003        | 1955     | Chuck Farone and the Polka Larks          | Eveleth Polka Silk Umbrella Polka |
| 9004        | 1955     | unbekannt                                 | Cradle Song I’ll See You In My Dreams Coal Black Mammy Side by Side Yes Sir That’s My Baby You’re Driving My Crazy                                  |
| 9005        | 1955     | unbekannt                                 | When The Red Red Robin My Blue Heaven Ukelele Lady [!] Carry Me Back To Old Virginia Dixie Camptown Races                                           |
| 9006        | 1955     | unbekannt                                 | Alexander’s Rag Time Band California Here I Come Happy Days are Here Again Swanee River Turkey In The Straw Marching Through Georgia Oh Suzanna [!] |
| 9007        | 1955     | unbekannt                                 | Four Leaf Clover Bye Bye Blackbird Chinatown, My Chinatown I Wonder If My Baby Does The Charleston Rose of Old New Orleans Pasadena                 |
| 9008        | 1955     | The Hot Rod Six                           | That’s The Way I Want It Snake Rag Careless Love Blues Milenberg Joys                                                                               |
| 9009        | 1955     | The Hot Rod Six                           | Willie The Weeper Dippermouth Blues St. Louis Blues Just Go On                                                                                      |
| 9010        | 1955     | The Hot Rod Six                           | When You And I Were Young Maggie Tiger Rag When The Saints Go Marching In St. James Infirmary                                                       |
| 9011        | 1955     | The Hot Rod Six                           | The Way I Ride Weary Blues Dixieland Rag Royal Canadian Blues                                                                                       |
| 9012        | 1955     | Lindsey Powers and his Combo              | Moon Dream Sky Rocket Let’s Go Move Over |
| 9013        | 1955     | Lindsey Powers and his Combo              | Round Robin Blazing Home Stampede Take It Easy |
| 9014        | 1955     | Lindsey Powers and his Combo              | Time Out Star Fire Jump The Gun Shuffling Along |
| 9015        | 1955     | Lindsey Powers and his Combo              | Low Man Wailing Away All Alone Stand Up |
| 9016        | 1956     | Delbert Barker                            | You Win Again My Heart Would Know Honky Tonk Blues You Better Keep It On Your Mind                                                                  |
| 9017        | 1956     | Delbert Barker                            | Kaw-Liga Your Cheating Heart Mansion On The Hill Weary Blues                                                                                        |
| 9018        | 1956     | Delbert Barker                            | A House Without Love I’m So Lonesome I Could Cry I’ll Never Get Out Of This World Alive I Could Never Be Ashamed of You                             |
| 9019        | 1956     | Delbert Barker and his Country All-Stars  | Jambalaya Window Shopping Baby We’re Really In Love I Can’t Help It                                                                                 |
| 9020        | 1956     | unbekannt                                 | The Church’s One Foundation The Old Rugged Cross Abide With Me He Leadeth Me                                                                        |
| 9021        | 1956     | unbekannt                                 | Follow Me In The Garden Blessed Be The Tie Jesus Lover Of my Soul                                                                                   |
| 9022        | 1956     | unbekannt                                 | Sweet Hour Of Prayer I Love To Tell The Story Faith Of Our Fathers A Mighty Fortress                                                                |
| 9023        | 1956     | unbekannt                                 | Holy Holy Holy What A Friend We Have In Jesus Rock Of Ages Stand Up For Jesus                                                                       |
| 9024        | 1956     | Jack Daniels Dorothy Nunn                 | The Night Before Christmas Song C-H-R-I-S-T-M-A-S Rudolph The Red Nosed Reindeer Nuttin’ For Christmas                                              |
| 9025        | 1956     | The Cathedral Singers                     | Carol Of The Shepherds Sleep Holy Baby As With Gladness, Men Of Old Christians Awake                                                                |
| 9026        | 1956     | The Cathedral Singers                     | Jesus Christ, A Little Child The Wassail Song Come Worship Christ The New Born King Silent Night                                                    |
| 9027        | 1956     | The Cathedral Singers                     | Oh Come All Ye Faithful As Shepherds Watched Their Flock Sweet Singing Of Their Choir Oh Dear Little Children                                       |
| 9028        | 1956     | Michael Lehman Orchestra                  | One Thousand And One Nights Voices Of Spring Tales From The Vienna Woods Kiss Waltz                                                                 |
| 9029        | 1956     | Michael Lehman Orchestra                  | Artists Life Flug Schrifter Blue Danube Rhine Bells                                                                                                 |
| 9030        | 1956     | Michael Lehman Orchestra                  | Vienna Life Southern Roses Lagoon Waltz Emperor Waltz                                                                                               |
| 9031        | 1956     | Michael Lehman Orchestra                  | Treasure Waltz Oh Lovely May Wine Women and Song Morning Journals                                                                                   |
| 9032        | 1957     | unbekannt                                 | Nineteen Trunks Of Money Jamaica Farewell Mother In Law Castles Of Sand                                                                             |
| 9033        | 1957     | unbekannt                                 | De Tourists Are Restless Tonight Papano And Chips No Love For Me Hold ’Em Joe                                                                       |
| 9034        | 1957     | unbekannt                                 | The Banana Boat Song Marianna Calypso Rock And Roll Pum-Pa-Lum                                                                                      |
| 9035        | 1957     | unbekannt                                 | Mama Look-A Boo Boo Long White Gloves Woman Smarter Happy Harry                                                                                     |
| 24056 [!]   | 1956 [!] | Tyrone Wilson                             | Lonesome Blues My Baby’s Gone |

### Gateway Top Tune
Haupt-Serie des Labels. Einige Platten zeigen auch nur „Top Tune“ oder „Getway Parade of Hits“ als Labelnamen. Wurde später von Coast to Coast Records weitergeführt. Gateway 1050 wurde gepresst, aber wahrscheinlich nie kommerziell veröffentlicht.
| Katalog-Nr. | Jahr | Künstler                                                                          | Titel                                                             |
| ----------- | ---- | --------------------------------------------------------------------------------- | ----------------------------------------------------------------- |
| 1050        | 1953 | Bud Roman                                                                         | Rags To Riches Many Times                                         |
| 1051        | 1953 | Del Brink                                                                         | Ricochet Changing Partners                                        |
| 1052        | 1953 | Connie Kind                                                                       | You’re My Everything Rose Of Calvary                              |
| 1053        | 1953 | Jack Bauman                                                                       | The Jones Boy Stranger In Paradise                                |
| 1054        | 1953 | Jack Bauman                                                                       | That’s Amore Granada                                              |
| 1055        | 1953 | Don Howard Jack Moore Orchestra                                                   | Oh My Papa Off Shore                                              |
| 1056        | 1953 | Jack Moore Orchestra Art Rouse Trio                                               | The Creep Heart Of My Heart                                       |
| 1057        | 1954 | Eileen Nunn Art Rouse Trio                                                        | Our Heartbreaking Waltz Till Then                                 |
| 1058        | 1954 | Delbert Barker                                                                    | What Am I Gonna Do With You Bimbo                                 |
| 1059        | 1954 | Eddie Moore Delbert Barker                                                        | Run ’Em Off Wake Up Irene                                         |
| 1060        | 1954 | Jimmie Fair                                                                       | You All Come I Really Don’t Want To Know                          |
| 1061        | 1954 | Eileen Nunn Jack Daniels                                                          | Secret Love Young At Heart                                        |
| 1062        | 1954 | Carole Christy                                                                    | My Restless Lover Are You Looking For A Sweetheart                |
| 1063        | 1954 | Jack Desert                                                                       | Wanted You Alone                                                  |
| 1064        | 1954 | Al Runyon                                                                         | Panamama Changing Partners                                        |
| 1065        | 1954 | Jimmie Fair                                                                       | Secret Love Release Me                                            |
| 1066        | 1954 | Jean & Geneva Jean Hogan & Eddie Moore                                            | Time Out For Tears I Love You                                     |
| 1067        | 1954 | Delbert Barker                                                                    | Just Married You Better Keep It On Your Mind                      |
| 1068        | 1954 | Jasper Blake Eddie Moore                                                          | The Red Deck Of Cards Slowly                                      |
| 1069        | 1954 | Art Rouse Trio Eileen Nunn                                                        | From The Vine Came The Grape Make Love To Me                      |
| 1070        | 1954 | Three Jacks and a Queen Carole Christy                                            | I Get So Lonely Cross Over The Bridge                             |
| 1071        | 1954 | Jack Desert Four Jacks                                                            | Til We Two Are One Amor                                           |
| 1072        | 1954 | Bob Braun Eileen Scott                                                            | A Girl, A Girl, A Girl Somebody Bad Stole De Wedding Bell         |
| 1073        | 1954 | Jack Daniels Art Rouse                                                            | Answer Me My Love There’ll Be No Teardrops Tonight                |
| 1074        | 1954 | Bob Braun Eileen Scott                                                            | Here I Speak To The Stars                                         |
| 1075        | 1954 | Four Jacks Eileen Scott                                                           | Gee The Man Upstairs                                              |
| 1076        | 1954 | Eddie Moore Jimmie Fair                                                           | You Better Not Do That I’ll Be There                              |
| 1077        | 1954 | Art Rouse Eileen Scott                                                            | Until Yesterday Little Things Mean A Lot                          |
| 1078        | 1954 | Eileen Scott Four Jacks                                                           | If You Love Me Really Love Me The Man With The Banjo              |
| 1079        | 1954 | Four Jacks                                                                        | The Happy Wanderer Three Coins In The Fountain                    |
| 1080        | 1954 | Delbert Barker                                                                    | Back Up Buddy Cry Cry Darling                                     |
| 1081        | 1954 | Jim Fair                                                                          | Rose Marie My Everything                                          |
| 1082        | 1954 | Dick and Betty Billy King                                                         | One by One Looking Back To See                                    |
| 1083        | 1954 | Four Jacks Dick Warren                                                            | Hernando’s Hideway My Friend                                      |
| 1084        | 1954 | Ann Lawrence Four Jacks                                                           | Steam Heat I Understand Just How You Feel                         |
| 1085        | 1954 | Four Jacks Three Jacks                                                            | Sh-Boom The Little Shoemaker                                      |
| 1086        | 1954 | Carol Christy Eileen Scott                                                        | In A Chapel In The Moonlight Hey There                            |
| 1087        | 1954 | Don Bauer Carol Christy                                                           | The High And The Mighty I’m A Fool To Care                        |
| 1088        | 1954 | Lou De Carlo Bill St. Claire                                                      | I Need You Know They Were Doing The Mambo                         |
| 1089        | 1954 | Preston Sandiford’s Orchestra Sue Bennet                                          | Skokiaan This Ole House                                           |
| 1090        | 1954 | Marlon Raimey Jessie and Jim                                                      | Go Boy Go Goodnight Sweetheart Goodnight                          |
| 1091        | 1954 | Dick Lambert Jim Fair                                                             | This Ole House Hep Cat Baby                                       |
| 1092        | 1954 | Don Bauer Four Jacks                                                              | Hold My Hand Oop Shop                                             |
| 1093        | 1954 | Carole Christy Don Bauer                                                          | The Mama Doll Song Papa Loves Mambo                               |
| 1094        | 1954 | Jessie and Jim Frank Roberts                                                      | If You Don’t Somebody Else Will Loose Talk                        |
| 1095        | 1954 | Eddie Moore                                                                       | More and More You’re Not Mine Anymore                             |
| 1096        | 1954 | Three Queens Betty Baldrick                                                       | Muskrat Ramble Teach Me Tonight                                   |
| 1097        | 1954 | Four Queens Eileen Scott                                                          | Mister Sandman Mambo Italiano                                     |
| 1098        | 1954 | Ruby Roman Tony Ross                                                              | Count Your Blessings Fanny                                        |
| 1099        | 1954 | Eileen Scott Four Jacks                                                           | Let Me Go Lover Naughty Lady of Shady Lane                        |
| 1100        | 1954 | Marlon Ramey Delbert Barker                                                       | If You Ain’t Lovin’ Let Me Go Lover                               |
| 1101        | 1954 | Delbert Barker                                                                    | No, I Don’t Believe I Will Hearts of Stone                        |
| 1102        | 1954 | Nunn Sisters Don Bauer                                                            | Open Up Your Heart My Love Song To You                            |
| 1103        | 1954 | Three Queens Eileen Scott                                                         | Hearts Of Stone Made Yourself Comfortable                         |
| 1104        | 1954 | Four Blades Bob La Mont                                                           | Melody Of Love Dim Dim the Lights                                 |
| 1105        | 1954 | The Remington Sisters                                                             | Sincerely No More                                                 |
| 1106        | 1955 | Four Jacks with Herbie Layne’s Orchestra                                          | Earth Angel Ko Ko Mo                                              |
| 1107        | 1955 | Eileen Scott with Herbie Layne’s Orchestra                                        | That’s All I Want From You Tweedlee Dee                           |
| 1108        | 1955 | Eddie Moore Delbert Barker                                                        | In The Jailhouse Now Kisses Don’t Lie                             |
| 1109        | 1955 | Inez Hellman & Delbert Barker Inez Hellman                                        | Are You Mine Making Believe                                       |
| 1110        | 1955 | Carole Christy Eileen Scott                                                       | Unsuspecting Heart How Important Can It Be                        |
| 1111        | 1955 | Bill Ruff Piano-Roll Thompson                                                     | The Ballad Of Davy Crockett The Crazy Otto Medley                 |
| 1112        | 1955 | Three Queens Four Jacks                                                           | It May Sound Silly Pledging My Love                               |
| 1113        | 1955 | Eileen Scott Three Queens                                                         | Dance With Me Henry Rock Love                                     |
| 1114        | 1955 | Herbie Layne Bob Vance                                                            | Cherry Pink and Apple Blossom White Darling Je Vous Amie Beaucoup |
| 1115        | 1955 | Don Bauer Eileen Scott                                                            | Play Me Hearts And Flowers Danger Heartaches Ahead                |
| 1116        | 1955 | Al Runyon                                                                         | Yellow Roses Would You Mind                                       |
| 1117        | 1955 | Inez Hellman and her Melody Boys Inez Hellman & Marlon Raimey and the Melody Boys | Who’s Shoulder Will You Cry On As Long As I Live                  |
| 1118        | 1955 | Marlon Raimey Ross Hendricks                                                      | Live Fast, Love Hard, Die Young I’ve Been Thinking                |
| 1119        | 1955 | Bob Vance Eileen Scott                                                            | Two Hearts Whatever Lola Wants                                    |
| 1120        | 1955 | Herbie Layne’s Orchestra Jan Lattier                                              | Unchained Melody The Breeze And I                                 |
| 1121        | 1955 | Herbie Layne’s Chorus Four Jacks                                                  | Honey Babe Don’t Be Angry                                         |
| 1122        | 1955 | Delbert Barker and his Western Band                                               | There She Goes Satisfied Mind                                     |
| 1123        | 1955 | Jimmie Fair & Maggie Lewis Jimmie Fair                                            | It Tickles In Time                                                |
| 1124        | 1955 | Jack Daniels Dick Warren                                                          | Learning The Blues Rock Around the Clock                          |
| 1125        | 1955 | Jack Daniels Art Rouse                                                            | A Blossom Fell Heart                                              |
| 1126        | 1955 | Riehle Sisters Eileen Scott                                                       | Something’s Got To Give Hard To Get                               |
| 1127        | 1955 | Herbie Layne Four Jacks                                                           | Hey Mister Banjo It’s A Sin To Tell A Lie                         |
| 1128        | 1955 | Jack Daniels Bill Ruff                                                            | Love Me or Leave Me Sweet and Gentle                              |
| 1129        | 1955 | Dick Warren & Jack Daniels Art Rouse                                              | The House of Blue Lights Ain’t It a Shame                         |
| 1130        | 1955 | Eileen Scott Art Rouse                                                            | The Man In the Raincoat Sixteen                                   |
| 1131        | 1955 | Delbert Barker and his Western Band                                               | Breaking Another Heart I Don’t Care                               |
| 1132        | 1955 | Herbie Layne’s Orchestra                                                          | Humming Bird The Yellow Rose of Texas                             |
| 1133        | 1955 | Bill Ruff Jack Daniels                                                            | The Bible Tells Me So Domani                                      |
| 1134        | 1955 | Art Rouse Jack Daniels                                                            | The Kentuckian Song Razzle Dazzle                                 |
| 1135        | 1955 | Herbie Layne Jack Daniels                                                         | Wake The Town (And Tell the People) Maybellene                    |
| 1136        | 1955 | Four Jacks Art Rouse                                                              | Gum Drop Song of the Dreamer                                      |
| 1137        | 1955 | Four Jacks Roy Cliffs                                                             | Love is a Many Splendored Thing Autumn Leaves                     |
| 1138        | 1955 | Marlon Raimey                                                                     | All Right If You Were Mine                                        |
| 1139        | 1955 |                                                                                   | That Do Make It Nice Just Call Me Lonesome                        |
| 1140        | 1955 | Four Jacks Eileen Scott                                                           | Moments to Remember Longest Walk                                  |
| 1141        | 1955 | Jack Daniels Four Jacks                                                           | Suddenly There’s a Valley Blalck Demin Trousers                   |
| 1142        | 1955 | Don Bauer Art Rouse                                                               | He The Shifting Whispering Sands                                  |
| 1143        | 1955 | Four Jacks Jack Daniels                                                           | My Bonnie Lassie Love and Marriage                                |
| 1144        | 1955 | Jack Daniels Art Rouse                                                            | Sixteen Tons At My Front Door                                     |
| 1145        | 1955 | Delbert Barker with the Country All-Stars                                         | Love, Love, Love Yonder Comes a Sucker [!]                        |
| 1146        | 1955 | Delbert Barker Jack Daniels                                                       | Most of All I Forgot To Remember To Forget                        |
| 1147        | 1955 | Eileen Scott Four Jacks                                                           | I Hear You Knocking Only You                                      |
| 1148        | 1955 | Art Rouse Jack Daniels                                                            | It’s Almost Tomorrow Memories Are Made of This                    |
| 1149        | 1955 | Art Rouse Carol Christie                                                          | Gee Whittakers Croce Di Oro                                       |
| 1150        | 1955 | Delbert Barker with the Gateway All Stars                                         | It’s a Great Life Why Baby Why                                    |
| 1151        | 1955 | Four Jacks                                                                        | The Great Pretender Woman in Love                                 |
| 1152        | 1955 | Eileen Scott Art Rouse                                                            | Teen Age Prayer Dungaree Doll                                     |
| 1153        | 1955 | Art Rouse                                                                         | All at Once You Love Her Band of Gold                             |
| 1154        | 1955 | Gail Minor Herbie Layne                                                           | Rock and Roll Waltz Lisbon Antigua                                |
| 1155        | 1955 | Delbert Barker Eileen Nunn                                                        | Eat, Drink and Be Merry Beautiful Lies                            |
| 1156        | 1955 | Jack Daniels Four Jacks                                                           | See You Later, Alligator No, Not Much                             |
| 1157        | 1955 | Bill Ruff Jack Daniels                                                            | Are You Satisfied Tutti Frutti                                    |
| 1158        | 1956 | Herbie Layne’s Orchestra                                                          | The Poor People from Paris Theme from the Three Penny Opera       |
| 1159        | 1956 | Jack Daniels Eileen Scott                                                         | Flowers Mean Forgiveness Why Do Fools Fall in Love                |
| 1160        | 1956 | Delbert Barker G. Watson & Lucy Traylor                                           | I Don’t Believe You’ve Met My Baby You and Me                     |
| 1161        | 1956 | Delbert Barker with the Country All-Stars                                         | So Doggone Lonesome Yes, I Know Why                               |
| 1162        | 1956 | Delbert Barker and the Gateway All-Stars                                          | Blue Suede Shoes Heartbreak Hotel                                 |
| 1163        | 1956 | Bill Ruff Art Rouse                                                               | Juke Box Baby I’ll Be Home                                        |
| 1164        | 1956 | Eileen Scott Four Queens                                                          | A Tear Fell Eddie My Love                                         |
| 1165        | 1956 | Eddie Hastings Herbie Layne’s Orchestra                                           | Rock Island Line The Man with the Golden Arm                      |
| 1166        | 1956 | Jack Daniels Rufus Gordon                                                         | Hot Diggity The Magic Touch                                       |
| 1167        | 1956 | Eileen Scott Rufus Gordon                                                         | Ivory Tower Long Tall Sally                                       |
| 1168        | 1956 | Four Jacks with Herbie Layne’s Orchestra                                          | R-O-C-K Standing on the Corner                                    |
| 1169        | 1956 | Herbie Layne and his Orchestra                                                    | Moonglow and Theme from Picnic The Happy Whistler                 |
| 1170        | 1956 | Art Rouse Four Blades                                                             | Can You Find It In Your Heart I Want You To Be My Girl            |
| 1171        | 1956 | Eileen Scott Clarence Cunningham                                                  | The Wayward Wind I’m In Love Again                                |
| 1172        | 1956 | Preston Ward                                                                      | Blackboard of My Heart Uncle Pen                                  |
| 1173        | 1956 | Al Runyon Jimmie Fair                                                             | Little Rosa For Rent                                              |
| 1174        | 1956 | Four Blades Al Runyon                                                             | Church Bells May Ring My Baby Left Me                             |
| 1175        | 1956 | Jack Daniels Don Bauer                                                            | I Want You, I Need You, I Love You On The Street Where You Live   |
| 1176        | 1956 | Johnnie Desert Dolly Nunn                                                         | I Almost Lose My Mind A Sweet Old Fashioned Girl                  |
| 1177        | 1956 | Johnnie O’Neal Johnnie Desert                                                     | Treasure of Love Be-Bop-a-Lula                                    |
| 1178        | 1956 | Eileen Scott Four Queens                                                          | Whatever Will Be Will Be Born To Be with You                      |
| 1179        | 1956 | Preston Ward Charlie Chain                                                        | I Walk the Line Honky Tonk Man                                    |
| 1180        | 1956 | Jewel Glen Vivian Watson                                                          | I’d Take The Care Hoping That You’re Hoping                       |
| 1181        | 1956 | Charlie Chain                                                                     | Sweet Dreams Crazy Arms                                           |
| 1182        | 1956 | Jack Daniels Carol Christie                                                       | More Allegheny Moon                                               |
| 1183        | 1956 | Art Rouse Four Jacks                                                              | Somebody Up There Likes Me My Prayer                              |
| 1184        | 1956 | Marv Lockard Herbie Layne                                                         | Hound Dog Canadian Sunset                                         |
| 1185        | 1956 | Gail Minor Johnnie Desert                                                         | You Don’t Know Me The Fool                                        |
| 1186        | 1956 | Herbie Layne Grainger Twins                                                       | Song for a Summer Nights Tonight You Belong to Me                 |
| 1187        | 1956 | Lucy Traylor Chuck Chain                                                          | Searching You Are the One                                         |
| 1188        | 1956 | Marv Lockard Gene Zimmerman                                                       | Don’t Be Cruel After the Lights Go Down Low                       |
| 1189        | 1956 |                                                                                   | Ka Ding Dong Middle of the House                                  |
| 1190        | 1956 | Four Jacks Herbie Layne                                                           | The Bus Stop Song When The White Lilacs Bloom Again               |
| 1191        | 1956 | Art Rouse Herbie Layne                                                            | Just Walkin’ in the Rain Honky Tonk                               |
| 1192        | 1956 | Marv Lockard Jack Daniels                                                         | Love Me Tender Friendly Persuasion                                |
| 1193        | 1956 | Four Blades Bob Warner & Gail Minor                                               | Cindy, Oh Cindy True Love                                         |
| 1194        | 1956 | Four Blades Clarence Follet                                                       | It Isn’t Right Blueberry Hill                                     |
| 1195        | 1956 | Four Blades Marv Lockard                                                          | Green Door Any Way You Want Me                                    |
| 1196        | 1956 | Jack Daniels Marv Lockard                                                         | Hey, Jealous Lover Singing the Blues                              |
| 1197        | 1956 | Dick Warren Four Queens                                                           | A Rose and a Baby Ruth Lay Down Your Arms                         |
| 1198        | 1956 | Marv Lockard Eileen & Dolores                                                     | Love Me Gonna Get Along with Ya, Now                              |
| 1199        | 1956 | Mohammed Ba Sharif                                                                | Slow Walk Since I Met You Baby                                    |
| 1200        | 1956 | Four Jacks Jack Daniels                                                           | The Banana Boat Song Moonlight Gambler                            |
| 1202        | 1956 | Marv Lockard Jack Daniels                                                         | Young Love Don’t Forbid Me                                        |
| 1203        | 1956 | Jimmie Fair                                                                       | Wastes Words I’ve Got a New Heartache                             |
| 1204        | 1956 | Rex Masters Clarence Cunningham                                                   | Too Much Blue Monday                                              |
| 1205        | 1957 | Four Jacks Art Rouse                                                              | Marianne You Don’t Owe Me a Thing                                 |
| 1206        | 1957 | Gloria and Bobbie Davie York                                                      | Love is Strange Wringle Wrangle                                   |
| 1207        | 1957 | Art Rouse Jack Daniels                                                            | Teen Ane Crush Butterfly                                          |
| 1208        | 1957 | Jack Daniels Dick Warren                                                          | Round and Round Party Doll                                        |
| 1209        | 1957 | Jack Daniels Clarence Cunningham                                                  | Why, Baby, Why I’m Walkin’                                        |
| 1210        | 1957 | Earl Robbins Johnnie Arvin                                                        | All Shook Up Mama Looka Boo Boo                                   |
| 1211        | 1957 | Four Jacks Art Rouse                                                              | Little Darlin’ Ninety-Nine Ways                                   |
| 1212        | 1957 | Ross Hendricks Lucy Traylor                                                       | Gone Walking after Midnight                                       |
| 1213        | 1957 | Four Jacks Art Rouse                                                              | Come Go with Me Rockabilly                                        |
| 1214        | 1957 | Ross Hendricks                                                                    | White Sports Coat Four Walls                                      |
| 1215        | 1957 | Jack Daniels Eileen Scott                                                         | Love Letters in the Sand Dark Moon                                |
| 1216        | 1957 | Clarence Cunningham Art Rouse                                                     | Valley of Tears Start Movin’                                      |
| 1217        | 1957 | Jack Daniels Richard & Johnnie                                                    | Freight Train Bye Bye Love                                        |
| 1218        | 1957 | Dick Warren Earl Robbins                                                          | I’m Gonna Sit Right Down Teddy Bear                               |
| 1219        | 1957 | Art Rouse Jack Daniels                                                            | It’s Not For Me to Say Send for Me                                |
| 1220        | 1957 | Four Jacks Chuck Lovett                                                           | Whispering Bells Short Fat Fannie                                 |
| 1221        | 1957 | Jack Daniels Three Queens                                                         | White Silver Sands Old Cape Cod                                   |
| 1222        | 1957 | Rita Albers Four Blades                                                           | Tammy Honeycomb                                                   |
| 1223        | 1957 | Four Blades                                                                       | In the Middle of an Island Stardust                               |
| 1224        | 1957 | Dave Remington and his Orchestra                                                  | Whole Lotta Shakin’ Goin’ On That’ll Be The Day                   |
| 1225        | 1957 | Art Rouse                                                                         | Chances Are Diana                                                 |
| 1226        | 1957 | Earl Robbins with Dave Remington’s Orchestra                                      | Treat Me Nice Jailhouse Rock                                      |
| 1227        | 1957 | Remington Brothers Earl Robbins                                                   | Wake Up Little Susie Lotta Lovin’                                 |
| 1228        | 1957 | Johnny Steel and his Western Rhythm Boys                                          | My Shoes Keep Walking Back To You Fraulein                        |
| 1229        | 1957 |                                                                                   | Geisha Girl My Special Angel                                      |
| 1230        | 1957 | Rufus Brown Johnnie Desert                                                        | Keep a-Knockin’ Silhouettes                                       |
| 1231        | 1957 | Four Jacks                                                                        | Just Born to Be Your Baby Melodie D’Armour                        |
| 1232        | 1957 | Jimmy Hobbs Herbie Layne’s Orchestra                                              | You Send Me Raunchy                                               |
| 1233        | 1957 | Bob Allen Happy Harris                                                            | Peggie Sue Rock and Roll Music                                    |
| 1234        | 1957 | Dale Hampton Hambone Jackson                                                      | April Love Great Balls of Fire                                    |
| 1235        | 1957 | Dick Evans Eddie Finch                                                            | Put a Light in the Window At the Hop                              |
| 1236        | 1957 | Dick Warren Bradley Arthur                                                        | Jo Ann Stood Up                                                   |
| 1237        | 1957 | Bradley Arthur Gootch Jackson                                                     | The Stroll Oh Boy                                                 |
| 1238        | 1958 | Lee Jackson Herbie Layne’s Orchestra                                              | Get a Job Swinging Shepherd Blues                                 |
| 1239        | 1958 | Bobbie Vance Ernie Moore                                                          | Short Shorts Don’t                                                |
| 1240        | 1958 | Margie Shaw Gootch Jackson                                                        | Who’s Sorry Now Breathless                                        |
| 1241        | 1958 | Margie Shaw Herbie Layne                                                          | Lollypop Tequila                                                  |
| 1242        | 1958 | Rufus Brown with Herbie Layne’s Orchestra                                         | Sweet Little Sixteen Are You Sincere                              |
| 1243        | 1958 | Herb Bauer Four Jacks                                                             | Lazy Mary Maybe Baby                                              |
| 1244        | 1958 | Dick Warren Don Bauer                                                             | My Bucket’s Got a Hole In It It’s Too Soon to Know                |
| 1245        | 1958 | Dick Warren                                                                       | Billy He’s Got the Whole World In His Hands                       |
| 1246        | 1958 | Frank Thomas Phil Ross                                                            | Witch Doctor Twilight Time                                        |
| 1247        | 1958 | Four Jacks Buddy Thomas                                                           | All I Have to Do Is Dream Wear My Ring Around Your Neck           |
| 1248        | 1958 | Gootch Thomas Billy King                                                          | Johnny B. Goode Looking Back                                      |
| 1249        | 1958 | Frank Thomas Paul Shelly                                                          | Kewpie Doll Oh Lonesome Me                                        |
| 1250        | 1958 | Four Jacks Johnny Hodges                                                          | Big Man Do You Want to Dance                                      |
| 1251        | 1958 | Harvey Harris Dick Ronson                                                         | Secretly Purple People Eater                                      |
| 1252        | 1958 | Jack Daniel Phil Ross                                                             | Splish Splash Poor Little Fool                                    |
| 1253        | 1958 | Dick Warren Herbie Layne’s Orchestra                                              | Little Star Rebel Rouser                                          |